# 伊勢志摩ミステリー案内 偽りの黒真珠
『伊勢志摩ミステリー案内 偽りの黒真珠』（いせしまミステリーあんない いつわりのくろしんじゅ、英題：Retro Mystery Club Vol.1: The Ise-Shima Case）は、ハッピーミールが開発しフライハイワークスより配信開始されたアドベンチャーゲーム。「ミステリー案内シリーズ」の第1弾。
2019年1月24日にNintendo Switch版が配信、同年6月20日にはPlayStation 4版が配信、同年7月25日にはSteam版が配信、同年10月25日にはDMM GAMES版が配信。また、Nintendo Switchパッケージ版がビーサイドゲームズより2020年2月6日に発売された。

## 物語
東京の上野の公園で浮浪者の変死体が発見される。浮浪者は生前ロッカーを使用しており、そこから謎の黒真珠が入った「浜〇真珠」と書かれた巾着袋が見つかる。スマートフォンで調べた結果、「浜〇真珠」に該当する3つの真珠業者が存在することが判明。主人公の刑事（プレイヤー）はそれを手掛かりとして、後輩刑事の開明寺ケンと共に真珠業者がある伊勢志摩に向かう。
しかしそれは、伊勢志摩を舞台に繰り広げられる悲しい連続殺人事件の幕開けに過ぎなかった。

## 登場人物
刑事（プレイヤー）
主人公。基本的にコマンドでケンに指示して調査を進めていくため、固有のセリフなどは無し。作中ではスマホを所持していなかったため、ケンからは早くスマホを持つようにせっつかれている。
開明寺 ケン
主人公の後輩刑事。正義感は強く、熱血な部分も良く見せるが、基本的に軽い性格で食いしん坊、美人相手に鼻の下を伸ばすなど、かなり人間味ある性格。
浮浪者
東京の上野公園不知火の池で、水死体となって発見された謎の人物。50代の男性で、右目に大きな傷があるのが特徴。身元不明でその確認のために捜査をしていたところ、生前使っていたロッカーが発見され、そこに謎の黒真珠が入った巾着袋が見つかったことから 舞台は東京から伊勢志摩に移ることとなる。
浜宮 珠海
浜宮真珠の創業者の孫娘。21歳。本作のメインヒロイン。東京の美大でジュエリーデザイナーを目指して勉強している。
西沢 カナ
珠海の幼馴染。フォトグラファーを目指しており、雑誌編集のアルバイトで伊勢に訪れた。
父親と疎遠状態だったが、物語中盤起こった事件の解決に父が大きく貢献した事により、和解。 エピローグでは副編集長に抜擢される。
浜宮 咲子
浜宮真珠の社長。本作のタイトルにもなっている「偽りの黒真珠」は彼女が自分の気持ちを偽って新たな黒真珠「ツクヨミ」を開発する事から来ている。
西沢 こういち
主人公たちの前にたびたび現れる謎のルポライター。 自称「正義のルポライター」で、とある事件を追っている。
物語は、彼と話し合う形で事件を確認してチャプターを終えるパターンが多い。
黒岩
真珠会社「レビジュー」の社長。多くの人間の恨みを買いつつ、会社を現在の規模まで成長させた悪評高い人物。
浜宮蒼月の権利も強引な手法で買い取った。
田村
レビジュー幹部の中年男性。真珠職人で温和な性格をしている。
かつては浜宮真珠に所属していた。
佐伯 あらた
レビジューの顧問弁護士。まだ30そこそこでありながら、レビジューでは重役待遇を受けている。

## 制作

### 「肥後連環殺人 迷宮のブロードウェイ」の開発中止
本作のプロデューサーである関純治は元々ケイブで『怒首領蜂』などを携帯電話向けに配信するサービスに参加していた。
その後、ワンナップゲームズを立ち上げ、仮想の8ビットゲーム機を携帯電話内で再現する『チョイスゴコンピュータ』というソフトを作り、このシリーズですべてのジャンルのゲームを制覇するという目標を立てていた。
シリーズの一つとして開発されており、ファミコン版『北海道連鎖殺人 オホーツクに消ゆ』のグラフィックを手掛けていた荒井清和と知り合い、同シリーズに収録予定だったアドベンチャーゲーム「肥後連環殺人 迷宮のブロードウェイ」のグラフィッカーとして起用した。
そこへ、スマートフォンが登場したことにより、当初の予定を変更せざるを得なくなり、このアドベンチャーゲームは2011年にAndroid用アプリ『チョイスゴコンピュータ Touch』に収録された「肥後連環殺人 迷宮のブロードウェイ」として体験版が配信されるが、事実上開発中止となる。
この時、荒井は完成できなかったことを悔やむ一方、再起を図る様子も見せていた。

### プロジェクト再開
関たちは「迷宮のブロードウェイ」の開発中止から数年後の2016年に、シナリオを刷新し開発を再開した。
グラフィッカーには荒井清和を起用したが、ファミコン版『北海道連鎖殺人 オホーツクに消ゆ』だけでなく、当時のアドベンチャーゲーム全般の雰囲気を意識しているという。
つい最後まで見てしまうような2時間サスペンスドラマのような雰囲気を出すため、崖の多いリアス式海岸のある伊勢志摩が舞台として選ばれ、ロケハンが行われた。
同様の理由から、メッセージの瞬間表示はしないという方針が立てられたほか、登場人物たちが地元の名産品を食べたり、温泉に入る場面も用意された。
クラウドファンディングでは、ゲームへの出演権がリターンとして用意された一方、劇中に登場する店などについては地元の人のアドバイスを受け、名前が伏せられた。
プレイヤーがキャラクターに親しみやすいようにするため、弱点が用意されたほか、口調は自然な口語体にするという方針が取られた。また、いきなり地方に来てしまった感じを出すため、方言である志摩弁の監修者には「なるべく標準語に訳さず、現在ではあまり使われていない方言のテイストを残すように」という指示が出された。
こうして東京ゲームショウ2017に出展することが決まり、2017年秋にニンテンドー3DS版として配信予定となった。
その後ハッピーミールの諸事情により、2018年9月1日に配信プラットフォームをNintendo Switchに変更し、年内にフライハイワークスから配信されることが発表され、3DS版の配信は未定となった。

## 楽曲

### テーマソング
運命のヒロイン
歌：岩岡玲湖、作詞/作曲：森彰子
儚い珠のように・・・
歌：星守紗凪、作詞/作曲：森彰子

### イメージソング
マキモト真珠の歌
歌：月、作詞：ししまる太郎（関純治の別名義）、作曲：キノコ国本剛章
ゲーム内のある場面で、真珠会社「マキモト真珠」のCMソングのフレーズ「とば とば とば とばー」が有名だというくだりがあるが、この設定を踏まえ、楽曲、およびCM風のMVが実際に制作された。この曲はJOY SOUNDでカラオケ配信されたほか、ゲーム雑誌『ニンテンドードリーム』2020年6月号付録のサウンドトラックCDや作曲した国本剛章のアルバム『Baby's breath』に収録されている。

## コラボレーション
角川ゲームスより2020年7月30日に発売されたPlayStation 4、Nintendo Switch用アドベンチャーゲーム『Root Film』とコラボレーションしている。
本作のキャラクターである開明寺ケン、浜宮珠海、西沢カナが登場する隠しイベントが用意されている。
PlayStation 4版はコラボイベントを見る事がトロフィーの獲得条件となっている。